# Karl von Streich
Karl Streich, ab 1874 von Streich, (auch Carl Alois Streich; * 19. Juni 1826 in Ellwangen; † 21. April 1917 in Stuttgart) war ein deutscher Richter am Reichsgericht und Reichstagsabgeordneter.

## Leben
Karl von Streich studierte von 1844 bis 1848 Rechtswissenschaften an der Eberhard Karls Universität Tübingen, wo er 1844 einer Stifter der Burschenschaft Walhalla war und an der Ruprecht-Karls-Universität Heidelberg. 1848 legte er seine erste juristische Staatsprüfung, 1850 die zweite juristische Staatsprüfung ab. Von 1855 bis 1865 war er Oberjustizassessor und 1865 Kreisgerichtsrat. Von 1862 bis 1879 war er für Gmünd Mitglied der Zweiten Kammer der Württembergischen Landstände und dort unter anderem von 1866 bis 1868 Schriftführer im Vorstand.
1871 wurde er Mitglied des Reichstages des deutschen Kaiserreichs. Sein Reichstagsmandat gewann er im Wahlkreis Württemberg 13 (Aalen, Gaildorf, Neresheim, Ellwangen). Im Sommer 1871 erlosch sein Mandat wegen seiner Ernennung zum Obertribunalsrat. In der notwendig gewordenen Ersatzwahl am 20. September 1871 siegte der Kandidat der Deutschen Volkspartei.
Er war Richter am Reichsgericht von 1. Oktober 1879 bis 1. Februar 1897. 1897 trat er in den Ruhestand ein.

## Familie
Karl von Streich war verheiratet mit Marie Franziska Clementine Probst (* 7. September 1833 in Biberach an der Riß; † 16. April 1893 in Leipzig). Dieser Ehe entstammten die Kinder:
- Franz Carl Ivo Streich (1857–1920), Kaufmann, Konsul und Chinaforscher
- Marie Streich (1859–1934), Klosterfrau
- Reinhard Streich (1862–1920), Kaufmann
- Victor Streich (1863–1905), Geologe und Australienforscher

## Ehrungen
- 1871 Verleihung des Olga-Ordens[4]
- 1874 Verleihung des Ehrenritterkreuzes des Ordens der Württembergischen Krone[5], wodurch er in den persönlichen Adelsstand erhoben wurde
- 1876 Ehrenmitglied der der katholischen Studentenverbindung AV Guestfalia Tübingen im CV[6]